# 澳門友誼大橋

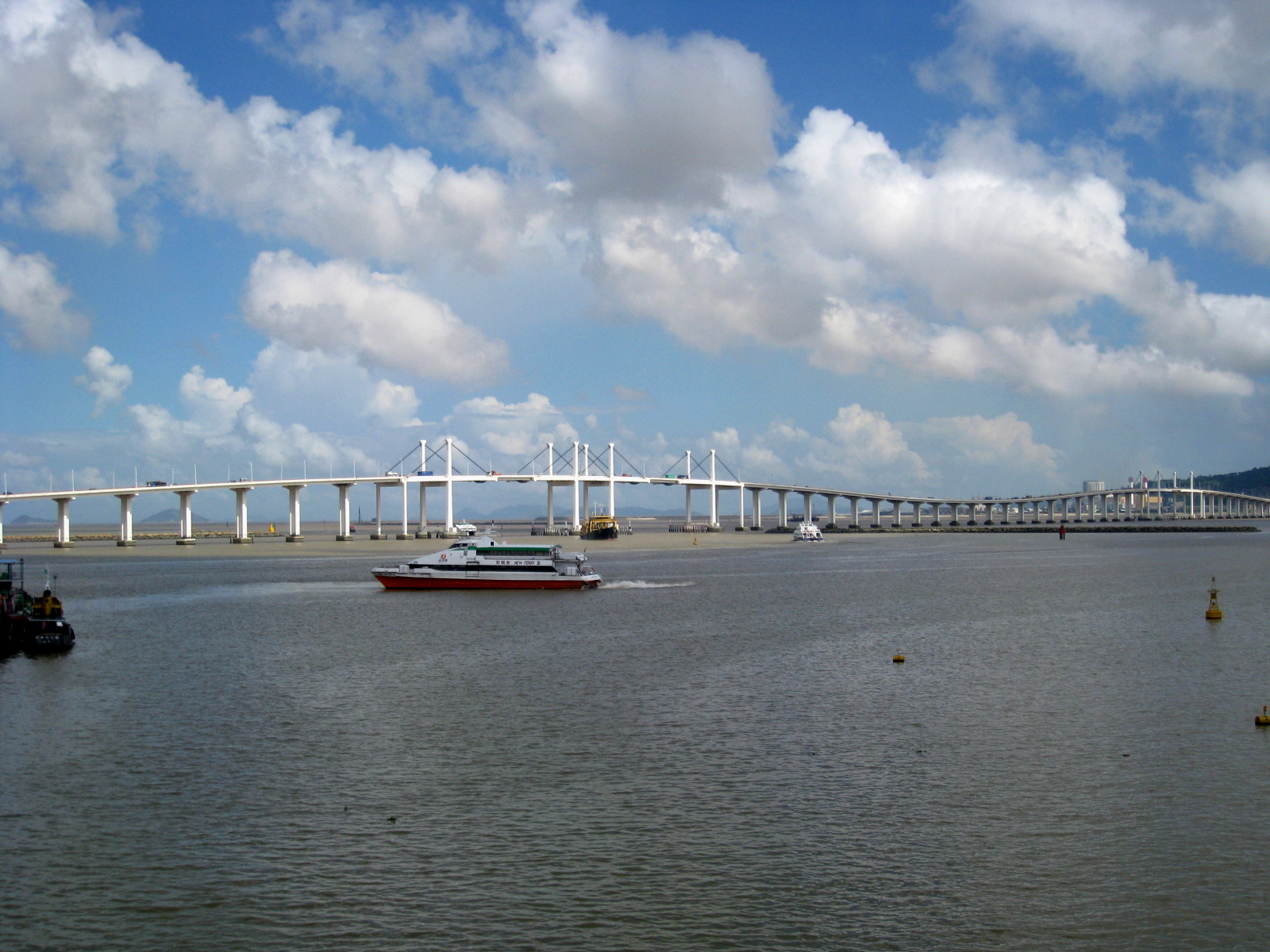
2008年時的友誼大橋

友誼大橋（葡萄牙語：Ponte da Amizade），又稱新澳氹大橋，是澳門第二條連接澳門半島和氹仔的跨海大橋，也是澳門四條大橋中最長的，總長4,700米，闊18米。大橋是連接關閘、珠澳口岸人工島、外港客運碼頭、澳門國際機場和路氹城的主要公路，也是通往澳門大橋的主要幹道（高勵雅馬路往北安大馬路方向引橋段迴旋處）。

## 歷史
- 1988年10月8日，澳葡政府決定興建第二座澳氹大橋(友誼大橋)並設立港口暨大橋辦公室，解決澳門車輛數目逐年增多，導致澳氹大橋使用率增多而不勝負荷的問題。
- 1990年8月18日，「新澳氹大橋」正式動工。[2]
- 1990年1月12日，澳葡政府與坎西奧．馬爾丁斯簽署工程合約，預計1992年落成，工程費用3.729億元。[3]
- 1991年夏天，在建橋期間，發現海床有大面積風化岩，因而形成樁柱等問題而出現進度延緩，因而承建商增聘一香港公司分包打椿工程，與原來中資分包商合作。
- 1992年5月，建橋期間因為樁柱等問題而出現進度延緩[4]。
- 1993年6月，曾發生「籠𨋢」（地盤臨時吊籠式升降機）下墜事故，導致7人受傷[5]。
- 1993年12月，友誼大橋正式竣工。[6]
- 1994年2月3日中午，澳督韋奇立表示新大橋在春節局部通車，在命名上，表示目前有幾個設想，或者會定名為「友誼大橋」，並在4月12日，港口暨大橋辦公室主任施磊成公佈慶典程序時表示，已從眾多命名中選擇，政府正式將「新澳氹大橋」命名為「友誼大橋」，象徵中葡友誼。中方則稱為「中葡友誼大橋」。[7]
- 1994年2月10日，友誼大橋試通車，重型車禁止行舊橋。[8]並在2月13日試行通車儀式，澳督座駕率領車隊過橋。
- 1994年2月24日，交通部表示，因較多車輛超速駕駛，決定加派人手檢控新大橋超速車，並將在橋面安裝永久測速儀器。
- 1994年3月19日，港口暨大橋辦公室主任施磊成表示新大橋修葺料月底完成，車速擬改為80公里。
- 1994年4月17日早上，由葡國總理施華高、澳督韋奇立首先主持了友誼大橋揭幕禮 [7]，在一輛載著兩位長壽長者的汽車帶領下向氹仔終點方向行進，舉行創世界紀錄的形成1559米長度的金龍遊行，這一紀錄超過荷蘭在1993年所創的1440米的紀錄[9]，同時亦舉行「萬人步行同樂日」，有共15000名市民步行過橋[10][11]。
- 1994年10月17日起，友誼大橋交通及車速管制系統經已開始運作，是澳門首次使雷達測速系統。
- 1998年8月17日，奔捷歷奇(香港)有限公司為拍攝港澳旅遊短片，於友誼大橋首次舉行「笨豬跳」。
- 隨著澳門汽車數目不斷增加，以及路氹快速發展，使很多居住在澳門半島的市民需要跨區工作，加上大橋是連接關閘、珠澳口岸人工島、外港客運碼頭、澳門國際機場和路氹城最便捷的通道，便捷性也超越了嘉樂庇總督大橋，同時也成為了澳門大橋的輔助通道，因此也有大量的發財巴（酒店及娛樂場客運專車）行駛，使道路變得日趨複雜，嚴重意外頻傳，尤其是電單車意外，因此被公認為澳門最危險的道路，也因此有說友誼大橋已不再“友誼”。

## 嚴重意外
- 2003年4月4日上午發生罕見的12部私家車相撞意外。3名男子不同程度撞傷。初步相信有車輛在雨中切線引致。
- 2008年8月9日，一輛澳門新福利公共汽車接載著30多名乘客的34路線大巴（車身號碼：K14），在友誼大橋行駛期間起火至整車全毀，事後因無法修復而直接退役。交通事務局亦罕有新聞稿強調重視巴士服務及安全。當時公用事業關注協會指出，新福利巴士突然起火焚毀，反映出在檢修巴士過程中可能出現問題。[12][13][14]
- 2014年1月21日早上約8點，澳巴一輛行駛MT3路線的「五洲龍」天然氣巴士（車牌：MR-52-14），於友誼大橋澳門往氹仔方向，近氹仔引橋追尾撞及一輛金沙賭場巴士，肇事的天然氣巴士車頭嚴重凹陷，前門飛脫，意外造成13人受傷,更令友誼大橋車龍龍尾至東方明珠圓形地，車龍需時約3小時才能消化，直至當日11點友誼大橋的交通才恢复正常。肇事巴士直至同年10月才復出行駛MT3U路線。[15]
- 2019年11月10日，友誼大橋附近引道因橋面出現裂縫，當局於晚上需封橋修理。[16]

## 途經公共巴士路線
澳巴：30、30X、56、59、MT3
新福利：34、51、51A、51X、AP1、AP1X
賽車期間臨時行經：25AX、73

## 結構
這條橋屬鋼索斜拉吊橋，以柱樑及混凝土塊建成，呈波浪形。友誼大橋是澳門四條連接澳門半島和氹仔大橋中最長的一條，跨海段長度3900米，同時設有800米的高架引橋，總長度為4700米；大橋中段有兩處隆起，頂部離海面大約30米；四條車道全寬15米，兩旁各另設1.5米寬的行人道供維護人員使用。澳門入口有兩個，分別為友誼大馬路水塘東側和友誼橋大馬路處；而氹仔入口亦有兩個，在北安大馬路和高勵雅馬路。
友誼大橋主要由預制及預應力的構件組成；有兩個主要跨度，其中一個112米，另一個為二乘112米；主體大橋全長4414米，橋面最高點為37米，四線行車；工程總成本，包括基本合約，超時工作價調整約為6億澳門元；大橋規劃由 J.L.CANCIOMARTINS工程師制訂，由葡萄牙橋樑專家馬田士設計，並交由葡資德力和達成公司承包，中國振華海灣公司承建。

## 法例
友誼大橋現時受《嘉樂庇大橋、友誼大橋及引橋規章》所管制。大橋通車初期的速度限制為最低時速30公里至最高時速40公里，現時限制則為最低時速40公里至最高時速80公里；而一般行人不能通行。在懸掛八號風球時，友誼大橋和其他大橋會臨時關閉。

## 夜景

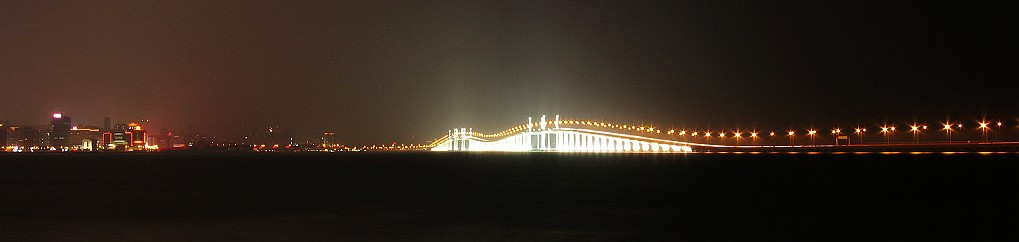
友誼大橋的夜景